# Vlag van Oudkerk

Vlag van Oudkerk

De vlag van Oudkerk is de dorpsvlag van het Nederlandse dorp Oudkerk, in de Friese gemeente Tietjerksteradeel. De vlag werd in 1984 geregistreerd.
Bij gemeenteraadsbesluit van 22 november 1984 zijn een wapen en een vlag vastgesteld voor de 16 dorpen van de gemeente Tietjerksteradeel. Het ontwerp van de vlag is van de hand van Piet Bultsma.

## Beschrijving
De beschrijving van de vlag is als volgt:
Een wit kruis met een armbreedte van 1/4 vlaghoogte, de velden (met de klok meegaand) rood-groen-groen-rood; in de hijstop in rood een witte dubbele bloem van de bosanemoon.
De kleuren zijn afkomstig van het dorpswapen.

## Symboliek
- Zilveren kruis: duidt op het premonstratenzer klooster Bethlehem dat ten noordwesten van het dorp stond.[2]
- Bloem van bosanemoon: de bosanemoon met een dubbele bloem is een zogenaamde stinsenplant. Dit is een verwijzing naar de buitenplaats De Klinze in het dorp.[2]
- Rood veld: staat voor de bebouwing van het dorp.[2]

## Zie ook

Wapen van Oudkerk